# Jošisuke Macunaga
Jošisuke Macunaga (japonsko 松永良弼 Matsunaga Yoshisuke; tudi Riohicu Macunaga, ~ Ryohitsu), japonski matematik, * okoli 1690, Kurume, Japonska, † 1. avgust 1744.

## Življenje in delo
Macunaga je našel več formul za število particij množic. Njegovo delo je ostalo neopaženo do leta 1769, ko je Arima Jorijuki objavil delo Bistvo matematike (Šūki sanpō). V tem delu je bil postavljen problem števila particij množic (Bellova števila) v obliki enačbe:
{\displaystyle B_{n}=678570\!\,.}
Jorijuki je problem obdelal podrobno in podal rešitev {\displaystyle n=11\,}, kar je večinoma Macunagova zasluga. Macunaga je za število particij množice prvih n naravnih števil našel rekurenčno zvezo:
{\displaystyle B_{n}\sum _{j=0}^{n-1}{n-1 \choose j}B_{j}=B_{n}\sum _{j=1}^{n}{n \choose j-1}B_{n-j}=\sum _{j=0}^{n-1}{\frac {(n-1)!}{j!\,(n-1-j)!}}B_{j}\qquad {\text{pri}}\ B_{0}=1\!\,.}
Prav tako je našel število particij množice prvih n naravnih števil s točno k bloki velikosti {\displaystyle n_{1},\ldots n_{k}\,}, kjer je {\displaystyle n_{1}+n_{2}+\ldots =n\,}:
{\displaystyle \prod _{j=1}^{k}{n-1-n_{1}-\ldots -n_{j-1} \choose n_{j}-1}\!\,.}
Njegovo delo na tem področju je nadaljeval Masanobu Saka, ki je leta 1782 objavil svoje rezultate v delu Sanpō Gakkai. Saka je pri tem odkril Stirlingova števila druge vrste:
{\displaystyle B_{n}=\sum _{k=1}^{n}S(n,k)\!\,.}
Macunaga je domnevni avtor knjige Šoho kongen, ki vsebuje snov iz elementarne geometrije s formulami za prostornino teles, kot sta pravilni tetraeder in štiristrana piramida.
Bil je prijatelj matematika Jošihira Kurušime. Podal je več formul, ki so enakovredne Taylorjevim vrstam. Namenil se je sestaviti sistematični učbenik o zgodovini dotedanje japonske matematike (vasan-a) in je prosil Kurušimo naj sodeluje z njim, vendar se ta ni odzval in projekt ni zaživel.
Macunaga je leta 1739 našel 51 (49 uporabnih) decimalk števila π z isto metodo kot Newton leta 1665 z vrsto arc sin (1/2) = π/6:
{\displaystyle \pi =3\left(1+{\frac {1^{2}}{4\cdot 6}}+{\frac {1^{2}\cdot 3^{2}}{4\cdot 6\cdot 8\cdot 10}}+{\frac {1^{2}\cdot 3^{2}\cdot 5^{2}}{4\cdot 6\cdot 8\cdot 10\cdot 12\cdot 14}}+{\frac {1^{2}\cdot 3^{2}\cdot 5^{2}\cdot 7^{2}}{4\cdot 6\cdot 8\cdot 10\cdot 12\cdot 14\cdot 16\cdot 18}}+\cdots \right)\!\,,}
kjer je treba za takšno točnost vzeti približno 140 členov. Prvi približki neskončnega verižnega ulomka za to vrsto so:
{\displaystyle \pi _{1}=[3]\!\,,}
{\displaystyle \pi _{2}=[3;8]\!\,,}
{\displaystyle \pi _{3}=[3;7,5,4,4]\!\,,}
{\displaystyle \pi _{4}=[3;7,11,1,5,1,1,3,9]\!\,,}
{\displaystyle \pi _{5}=[3;7,15,51,7,1,1,1,3,3,2]\!\,,}
{\displaystyle \pi _{6}=[3;7,15,1,3,1,8,1,1,32,1,14,1,5,1,7]\!\,,}
{\displaystyle \pi _{7}=[3;7,15,1,21,2,7,1,1,1,11,1,1,1,1,1,5,1,3,1,2,2,24]\!\,,}
{\displaystyle \pi _{8}=[3;7,15,1,82,1,1,4,5,1,1,1,12,1,6,3,1,6,1,2,3,2]\!\,.}